# معاهده بین‌المللی محو همه اشکال تبعیض نژادی

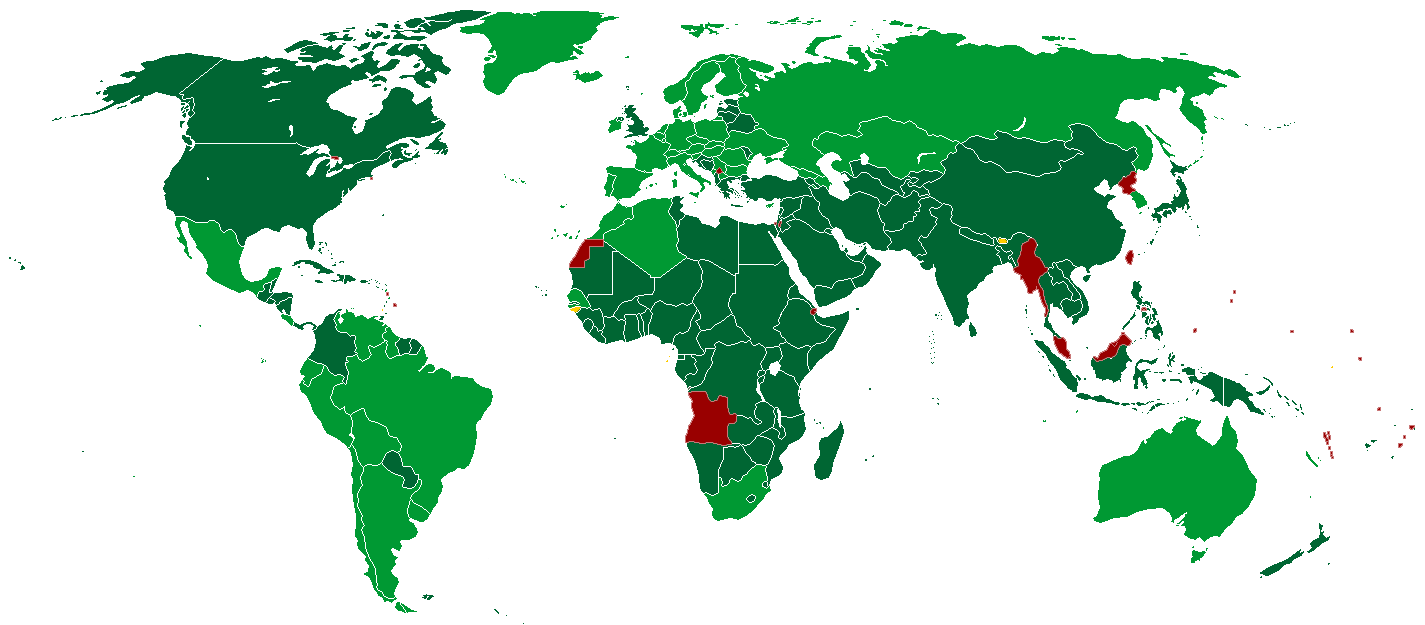
اصل ۱۴ را به رسمیت می‌شناسد
اصل ۱۴ را به رسمیت نمی‌شناسد
امضا کرده ولی تصویب نکرده
نه امضا کرده و نه تصویب

معاهده بین‌المللی محو همه اشکال تبعیض نژادی از معاهده‌های سازمان ملل است. این معاهده اعضای خود را به محو نژادپرستی و ترویج تفاهم بین همهٔ نژادها متعهد می‌کند. این معاهده به‌طور مجادله برانگیزی طرفین خود را به غیرقانونی کردن نفرت‌پراکنی و جرم شناختن عضویت در سازمان‌های نژادپرست ملزم می‌کند.
این معاهده ۸۸ امضاکننده و ۱۷۷ طرف دارد.